# Muzhappilangad
Muzhappilangad là một thị trấn thống kê (census town) của quận Kannur thuộc bang Kerala, Ấn Độ.

## Nhân khẩu
Theo điều tra dân số năm 2001 của Ấn Độ, Muzhappilangad có dân số 21.905 người. Phái nam chiếm 47% tổng số dân và phái nữ chiếm 53%. Muzhappilangad có tỷ lệ 83% biết đọc biết viết, cao hơn tỷ lệ trung bình toàn quốc là 59,5%: tỷ lệ cho phái nam là 84%, và tỷ lệ cho phái nữ là 83%. Tại Muzhappilangad, 12% dân số nhỏ hơn 6 tuổi.